# Erni Mangold

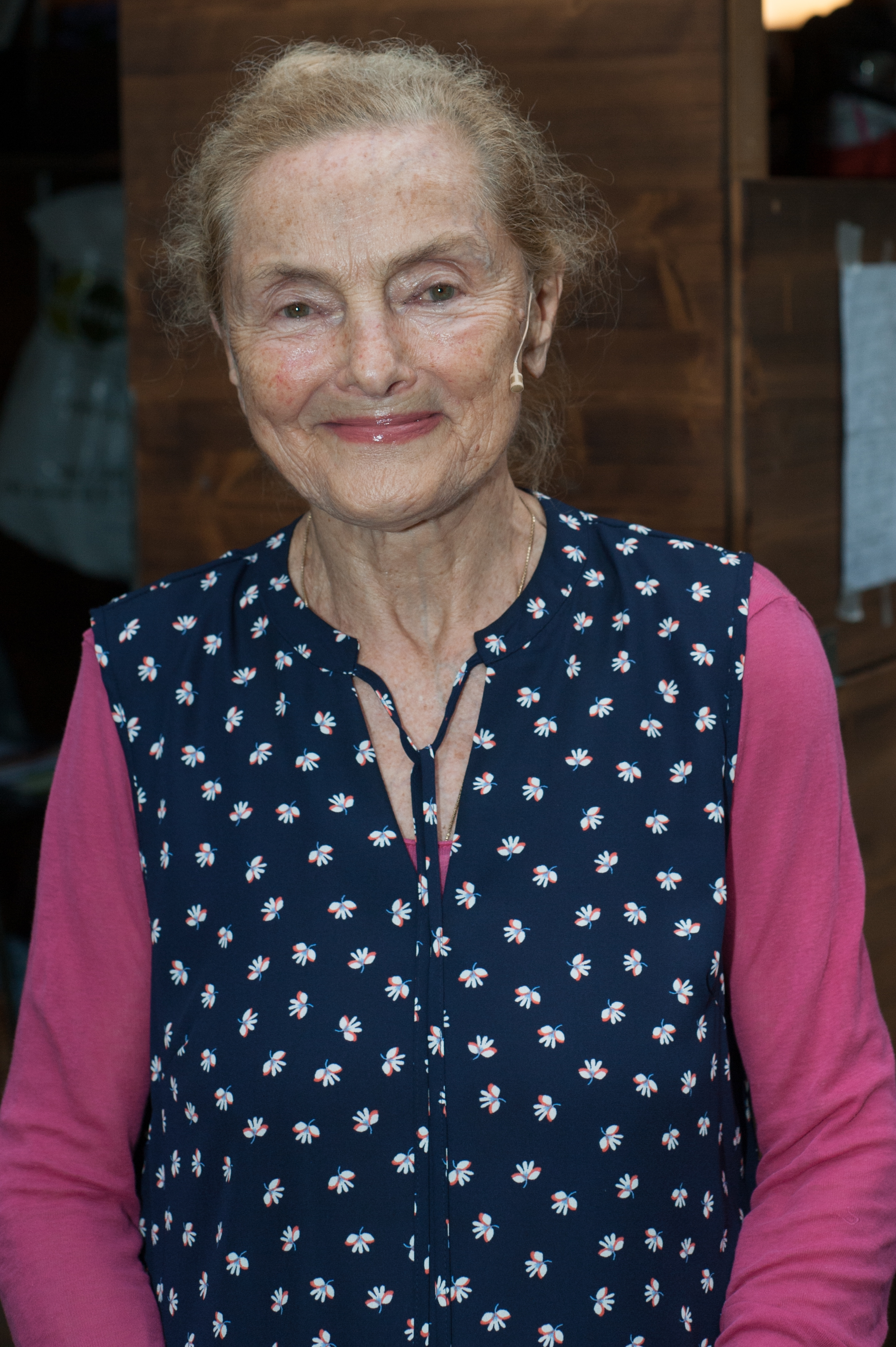
Erni Mangold, 2017.

Erni Mangold, född 25 januari 1927 i Großweikersdorf, Österrike, är en österrikisk skådespelare. Mangold scendebuterade 1946 på Theater in der Josefstadt. Filmdebuten skedde två år senare, 1948. Hon har sedan dess medverkat i över 140 filmer och TV-produktioner.

## Filmografi, urval
- 1948 – Ängel med basun
- 1955 – Fjärrskådaren
- 1995 – Bara en natt
- 2016 – Hundraettåringen som smet från notan och försvann